# ジギスムント・フォン・プロイセン (1896-1978)
ジギスムント・フォン・プロイセン（ドイツ語: Sigismund von Preußen, 1896年11月27日 - 1978年11月14日）は、プロイセン王国の王族。プロイセン王子ハインリヒの次男で、ドイツ皇帝ヴィルヘルム2世の甥。

## 生涯
1896年11月27日、ハインリヒとその妃でヘッセン大公ルートヴィヒ4世の娘であるイレーネの間に第2子として、キールで生まれた。ヴィルヘルム・ヴィクトル・カール・アウグスト・ハインリヒ・ジギスムント（Wilhelm Viktor Karl August Heinrich Sigismund）と名付けられる。1897年1月30日に洗礼を受け、ヴィルヘルム2世自身が代父となった。
母方の叔母は最後のロシア皇后アレクサンドラ・フョードロヴナであり、父方母方の双方からイギリス女王ヴィクトリアの血をひく。ヴィクトリア女王の子孫にはよく血友病が見られ、母が保因者だったことから兄ヴァルデマールと弟ハインリヒは患者だったが、ジギスムントは受け継がなかった。
キールのヘッベルシューレ校で学び、1913年秋に堅信を受けた。第一次世界大戦が勃発すると兵役を志願したが、18歳未満であったので許可されなかった。彼はドイツ帝国海軍の士官候補生となり、ファルケンシュタイン基地を拠点とする第一海兵砲兵連隊に配属された。彼の初陣は1915年5月にフランドルで行われた。彼はその後、潜水艦の将校となった。
ドイツ帝国の敗北と君主制の崩壊により、彼はいち民間人となった。彼は工科の学士号を取得するために高等専門学校に入学し、その後ハンブルクのビジネススクールに入学した。
ドイツ革命後の1919年7月11日、ジギスムントはザクセン＝アルテンブルク公エルンスト2世の娘シャルロッテ・アグネス（1899年 - 1989年）とヘンメルマルク（現シュレースヴィヒ＝ホルシュタイン州レンツブルク＝エッケルンフェルデ郡バルケルスビー（Barkelsby））で結婚した。
1922年、コーヒー会社に就職していたジギスムントはグアテマラに赴任し、そこでコーヒーのプランテーションを経営した。1928年にはコスタリカに移住し、養蜂事業を起こした。しかし、1930年代の世界恐慌と第二次世界大戦の経済危機で、財政的な問題を抱えた。
ジギスムントは1978年11月14日、コスタリカのプンタレナス州プンタレナスで死去した。

## 子女
妻のシャルロッテ・アグネスとの間には以下の1男1女をもうけた。
- バルバラ・イレーネ・アーデルハイト・ヴィクトリア・エリーザベト・バティルディス（スペイン語版）（1920年 - 1994年） - メクレンブルク公クリスティアン・ルートヴィヒと結婚。
- アルフレート・フリードリヒ・エルンスト・ハインリヒ・コンラート（スペイン語版）（1924年 - 2013年） - マリッツァ・ファルカシュ（Maritza Farkas）と結婚。